# 天眼会
天眼会（英語：A.R.G.U.S.），全称是「进阶超能人类联合研究团」（Advanced Research Group for Uniting Superhumans），是DC漫画所出版漫画书中虚构的政府机构。天眼会首次出现于2012年5月出版的《正义联盟》第二卷第7期，其创作者是杰夫·琼斯和吉恩·哈。

## 机构成员
| - 萨沙·波尔多——天眼会主任 - 阿曼达·沃勒——天眼会前主任 / 自杀小队主管 - 史蒂夫·特雷弗——天眼会创始人 / 共济社主管 - 黑兰花 - 金色先锋 - 凯西·克莱巴（Casey Klebba）——探员 / 戴尔·古恩的丈夫 - 克洛诺斯 - 戴尔·古恩（Dale Gunn）——探员 / 百眼巨人马戏团主管 - 达尔文（Darwin）——约翰·佩里尔博士的助手 - 约翰·佩里尔博士（Dr. John Peril）——首席科学家 - 埃塔·坎迪——史蒂夫·特雷弗的秘书 - 尼科尔森少校（Major Nicholson）——负责运营代号为“诊所”的天眼会威斯康辛州基地 - 梅多斯·马哈洛（Meadows Mahalo）——特别探员 - 共济社——天眼会内部一个负责调查超级人类及超自然现象的单位 - 查理（） - 首领（） - 萨米尔（Sameer） - 保罗·张（Paul Chang） - 拼图人（Puzzler） - 斯图尔特·帕亚尔（Stuart Paillard）——特别探员 - 维多利亚·阿科特伯——医生及后人类生物武器专家 | - 自杀小队 - X特遣队 - 武士刀——现场指挥 / 前次席指挥官 - 死亡射手 - 回旋镖队长 / “矿工”哈克尼斯 - 哈莉·奎茵 - 杀手鳄 - XL特遣队 - 死亡射手——现场指挥 - 阿坎多（Akando） - 回旋镖队长 / “矿工”哈克尼斯 - 巨化女 - 哈莉·奎茵 - 武士刀 - 寄生魔 / 约书亚·迈克尔·艾伦 - 所罗门·格兰迪 - 自杀小队黑组 - 复仇恶魔 / 查托·桑塔纳——现场指挥 - 阿祖卡 / 维罗妮卡·洛佩兹（ / ） - 魔女 / 琼·穆恩 - 幽灵绅士 - 朱庇特 / 扎赫拉·阿贝德（ / ） - 巫童柯拉瑞恩 - 迪亚马特 / 凯蒂·兰德尔斯（ / ） - 枯萎魔女 / 玉蒂斯（ / ） |